# 나오카와촌
나오카와촌(直川村)은 오이타현 미나미아마베군의 옛 촌이다.
2005년 3월 3일에 사에키시와 미나미아마베군 5정 3촌이 합병해, 새롭게 사이키시가 되었다.

## 역사
- 1951년 4월 1일 - 2개의 촌이 홉수합병에 의해 나오카와촌이 되었다.
- 2005년 3월 3일 - 사에키시와 미나미아마베군 5정 3촌이 합병해, 새롭게 사이키시가 되었다.

## 교통

### 철도
- 규슈 여객철도 닛포 본선

### 도로
- 국도 10호선